# Lomma (commune)

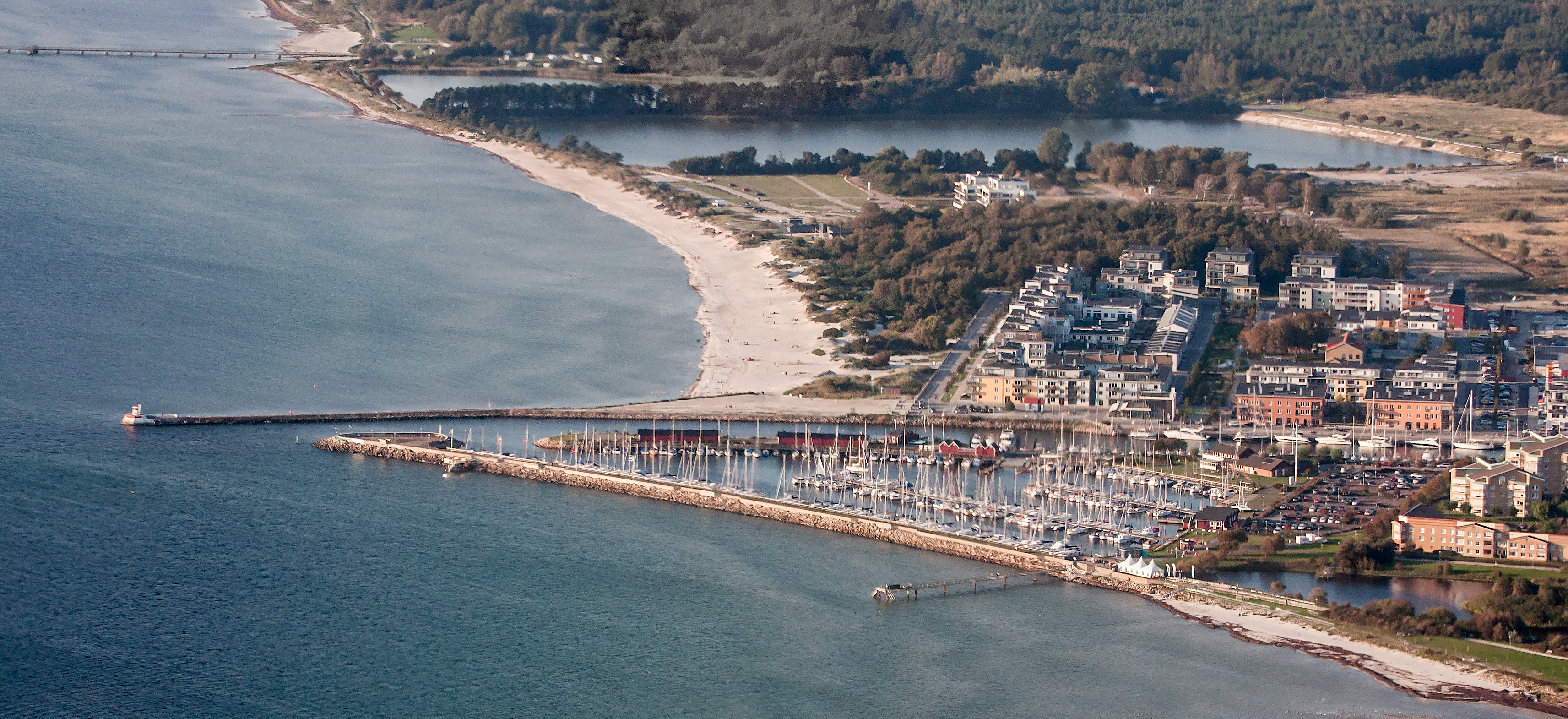

La commune de Lomma est une commune suédoise du comté de Skåne. 22 946 personnes y vivent. Son chef-lieu se situe à Lomma.

## Localités principales
- Bjärred
- Flädie
- Lomma
- Alnarp